# Mödrahem i Sverige

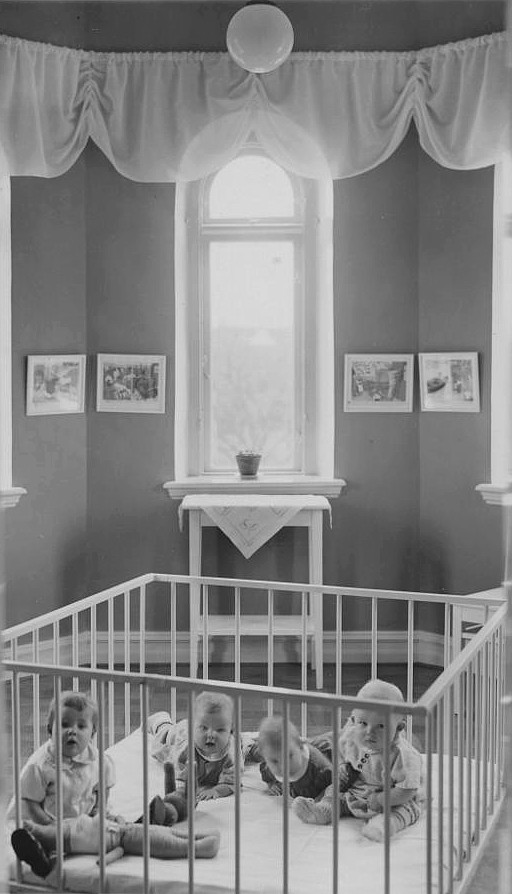
Mödrahemmet Botildenborg

Mödrahem upprättades under 1900-talet i Sverige och var institutioner samt vårdinrättningar avsedd för att omhänderta ogifta blivande mödrar och deras barn. Även spädbarn togs omhand.

## Mödrahem

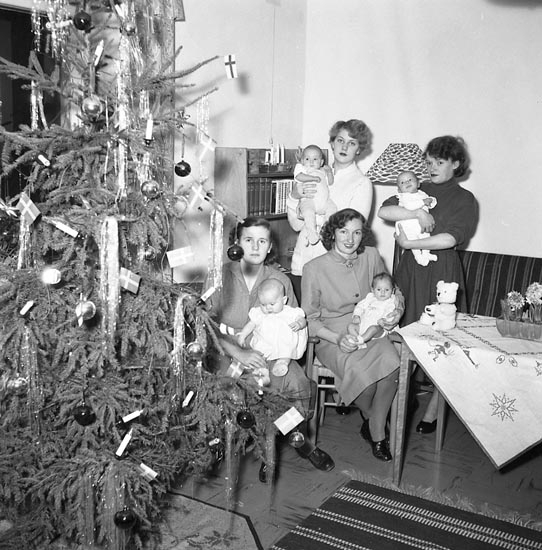
Äsperöds mödrahem, januari 1955

I 1924 års barnavårdslagens femte kapitel används benämningen upptagningshem om mödrahem, vilka föll in under begreppet barnhem. På mödrahemmet kunde modern föda och sköta om barnet i upp till 6 månader. Vistelsetid i ett år eller längre var inte önskvärt. På vissa mödrahem förekom även väntehemsplatser, som innebar att modern fick komma redan innan barnet fötts. För många ensamstående kvinnor fanns det ingen möjlighet att försörja både sig själv och barnet, vilket ledde till att de tvingades adoptera bort barnet. Efter vistelsetiden på mödrahemmet lämnades därför många barn bort till adoption eller fosterhem. Enligt den nya adoptionslagen som kom 1958 skulle banden till den biologiska mamman kapas. Mödrar tvingades därför skriva på ett kontrakt där de lovade att aldrig söka efter sina barn. Det hände dock att kvinnor fick sin situation löst och med hjälp av anhöriga kunde flytta hem till föräldrarna eller andra anhöriga med barnet. De flesta mödrarna på hemmen var under 25 år.
Syftet med mödrahem var att bereda moder och barn tillfälle att inledningsvis hållas ihop. Modern och barnet skulle få vara tillsammans under den första kritiska perioden i barnets liv, så att barnet blev ammat och på så vis bättre kunna överleva. Medan barnet fick tillgång till den viktiga modersmjölken fick modern hjälp att ordna för sig och barnet.
Vistelsen på mödrahem var frivillig. Ursprungligen fanns det två typer av mödrahem: vårdhem och hemskolor. På vårdhem skulle vistelsen vara kort, jämfört med hemskolor där vistelsen var betydligt längre. På hemskolorna skulle nämligen mödrarna hinna få utbildning i hemsysslor och barnavård. Utbildningen ledde till att de sedan fick ett arbetsbetyg, vilket gjorde det lättare att få anställning efter att de skrivits ut. Från år 1961 blev alla mödrahem vårdhem och fungerade därmed endast som tillfälliga bostäder.
År 1955 beslöt barnavårdsnämnden att mödrarna på hemmen kunde få återgå till arbete eller studier under sin vistelsetid där. De flesta började arbeta när barnet var fyra till sex månader. Mödrarna fick inte bestämma själva när de skulle börja arbeta. Det var föreståndarinnan som skulle anmäla önskemål om arbete åt mödrarna. Anmälan skulle ske på en särskild blankett till barnavårdsnämndens konsulent vid barnhemmen. Till detta skulle läkaryttrande om att barnet inte skulle ta skada vid moderns arbete bifogas. Alla mödrar fick inte arbeta samtidigt då någon behövde vara hemma och ta hand om de arbetandes barn.
Det var vanligt att många kvinnor som kom till mödrahemmet ville bli steriliserade. Sterilisering är ett ingrepp som hindrar könscellerna att nå sin bestämmelseort. Det förekom ibland även tvångssterilisering på vissa mödrahem. Tvångssterilisering skedde på de kvinnor som betecknades som undermåliga, debila, efterblivna eller som vistats på mentalsjukhus. Men även på kvinnor som ofta kom tillbaka för att föda barn på barn. De ansågs inte vara värdiga att få hjälp, laster uppmuntrades inte. Det inträffade även att kvinnor på mödrahem endast blev utskrivna om de gick med på att sterilisera sig.
Mödrarna på vissa hem blev ibland besökta av ett barnavårdsombud, för att prata om mödrarnas framtid. Barnavårdsombudet var där för att tala om möjligheterna som fanns i deras framtid. På så sätt fick mödrarna hjälp med att tänka över sin situation och framtid. Det var barnavårdsombudet som foster placerade de barn som mödrarna inte kunde ta med sig när de skrevs ut från mödrahemmet.
Mödrahemmets föreståndarinna eller barnavårdsman kunde söka  pengar ur en av barnavårdsnämndens donations fonder för diverse ändamål. För mödrar på mödrahem fanns "Nyström fond" som utdelades till "behövande mödrar och barn som tillfällig hjälp vid utskrivning från mödrahem".  På 1960-talet fanns drygt 2500 kr per år att dela ut. Endast ett mindre belopp kunde därför delas ut. Bidraget var dock relativt högt jämfört med lönerna för kontorsbiträden, sjukvårdsbiträden och liknande som då var drygt 1000 kr i månaden.
1972 gjorde barnavårdsnämndens barnavårdsmannabyrå en utredning, "behövs mödrahem". Både barnavårdsmän och föreståndarinnor på mödrahem deltog i utredningen. De skedde även telefonintervjuer med mödrar som varit på mödrahem under året 1971. Enligt uppgifterna de lämnade fanns det både negativa och positiva synpunkter på hur de upplevde vistelsen. Många upplevde det negativt på grund av den strikta kontrollen. Personalen upplevdes ofta auktoritär, det var många regler och mödrarna var rädda att bli fråntagna barnet. De positiva synpunkterna kunde vara att få träffa andra i samma situation. Men även att få stöd för att klara upp sin situation samt att få hjälp med praktiska frågor rörande barnet.

## Historia
Mödrahem inrättades på grund av de problem gravida ogifta kvinnor hade förr. Ogifta mödrar stigmatiserades, eftersom det sedan århundraden har varit en social skam att vara en ogift mor. Ett barn med endast en förälder i sin uppväxt ansågs även ha "allvarliga störningar" i sin sociala anpassning. Mellan år 1910 och 1970 föddes drygt 90.000 barn av ogifta mödrar i Stockholm. De ogifta mödrarna, var oftast pigor eller hembiträden, som hade det svårt att klara sig både ekonomisk och praktiskt under den här tiden. Fäderna kunde dessutom relativt enkelt komma undan försörjningsansvaret. Att en ensam fader skulle ta hand om sina barn var länge otänkbart. Många mödrar fick inte heller bo kvar hemma då föräldrarna tyckte att hon "vanärat dem". Efter förlossningen fick de inte alltid tillbaka sina arbeten och de fick inte heller ta med barnet till arbetsplatsen. Toleransen för utomäktenskapliga barn var låg. Dessutom var det fram till 1800-talet förbjudet med förbindelse utanför äktenskapet och straffbart med både världsliga böter såväl som kyrkligt skamstraff. Denna skam och förnedring drabbade även barnet. Att kvinnor försökte hemlighålla och undanskaffa det yttersta beviset på att de hade haft sex utom äktenskapet var därför väldigt vanligt. Preventivmedel existerade, men var mellan år 1911 till 1937 förbjudet enligt lag att informera och annonsera om.
Kommuner i Sverige oroade sig för att den ogifta modern förr eller senare skulle “ligga fattigvården till last” och ville därför inte ha sådana mödrar boende i kommunen. För om mödrarna inte förmådde att försörja sina barn var det fattigvården som trädde in. Bostadsbristen i Sverige på 1900-talet gjorde det även svårt för de ensamstående mödrarna att hitta nytt boende för. Modern hade därför oftast ingenstans att ta vägen, vilket ledde till att den enda utvägen de såg var att “göra sig av med barnet”. Många försökte framkalla abort med fosfor från tändstickor. Ofta dog även modern av förgiftningen. Det förekom även att modern själv dödade barnet. Andra lämnade sina barn till så kallade änglamakerskor som tog emot barnen mot en ersättning. Genom vanvård gjorde änglamakerskorna barnen till "änglar", vilket innebar att de vanskötte barnen till döds. Fram till 1918 kunde en moder vara okänd, vilket gjorde det lätt för änglamakerskor att bedriva sin verksamhet, då ingen frågade efter dessa barn.
För ogifta mödrar var därför spädbarnsdödligheten dubbelt så hög jämfört med barn födda inom äktenskapet. Kring sekelskiftet ledde den höga spädbarnsdödligheten till myndigheternas åtgärder. De ensamstående mödrarna och deras barn identifierades på samhällsnivå som en särskilt utsatt grupp som både behövde hjälpas och kontrolleras.

### Samhällets åtgärder
I spåren av barnamordsplakatet upprättades flera barnhus i Sverige. Allmänna barnhuset i Stockholm kan sägas fungerade som ett mödrahem. Syftet med dessa institutioner var att mödrar anonymt kunde lämna sina barn där för att sedan placeras i fosterhem. Endast fåtal mödrar kunde dock utnyttja anonymitetsrätten på detta sätt, då inlösningsavgifterna var väldigt höga. Ett alternativ var då att  ”amma in” sina barn, vilket innebar att de  betalade inlösningsavgiften genom att ge bröstmjölk och omvårdnadsarbete under åtta månader, då modern ammade sitt och kanske fler barn. Detta var dock inte ett alternativ för många kvinnor.
År 1902 infördes Lag om fosterbarns vård, i syfte att minska de utomäktenskapliga barnens utsatthet. Tanken var att fosterbarnens skötsel skulle kontrolleras av de kommunala myndigheterna. Lagen förskrev nämligen anmälningsplikt för alla som tog betalt för att vårda fosterbarn under sju år såvida de inte var nära anhöriga. Tyvärr var lagen uddlös då den byggde på att fosterföräldrarna själva anmälde att de hade fosterbarn.
År 1903 infördes ett kommunalt bidrag i Stockholm, så kallad amningspenning infördes, vilket gjorde det enklare för modern att amma. Tanken med bidraget var att göra det möjligt för modern att avstå från arbetet under amningstiden. Barnavårdscentralens föregångare, Mjölkdroppen, delade ut bidraget samt såg till att modern ammade barnet.
År 1918 kom lagen om barnavårdsman, vilket innebar att alla ogifta mödrar måste tilldelas en barnavårdsman. BB och folkbokföringen hade i uppgift att meddela  socialtjänsten om barnets födelse så att barnavårdsman kunde utses. Varje ogift mor skulle tilldelas en barnavårdsman senast 3 månader före nedkomsten. En barnavårdsmans huvudsakliga uppgift var att uppmuntra och stödja de ogifta mödrarna att behålla barnen hos sig. De skulle även fastställa faderskapet, driva in underhåll från fäderna, stödja mödrarna i deras moderskap, samt se till att modern skötte sin uppgift som mor. Dessa kontroller skedde genom hembesök hos modern. Anteckningar skulle föras på fastställt formulär. Ogifta mödrar under större delen av 1900-talet fick därför finna sig i att deras föräldraskap övervakades av staten på detta sätt. Barnavårdsmän i Stockholm var från början kommunala tjänstemän inom barnavårdsnämnden. År 1974 upphörde barnavårdsman att vara obligatoriskt stöd för utomäktenskapligt födda barn.
På 1920-talet uppstod många små privata förlossnings- och spädbarnshem som erbjöd gravida kvinnor inackordering när graviditeten inte längre gick att dölja. År 1928 började kyrkoherde Hagbard Isberg, på socialministerns uppdrag, att inspektera dessa förlossnings- och spädbarnshem. Efter inspektionerna på de olika förlossnings- och spädbarnshemmen konstaterade Isberg att de flesta hemmen exploaterade ogifta mödrar och deras barn. Då Isberg var väldigt drivande i frågor om hjälp till ogifta mödrar, ledde detta till att Isberg startade det första mödrahemmet i Malmö.  Jämfört med de förlossnings- och spädbarnshem han besökt, var avsikten hos Isbergs mödrahem "att på sedlig grund arbeta för att bevara sambandet mellan mor och barn och hjälpa henne att fullgöra sin modersplikt".
År 1930 infördes flera välfärdsreformer som moderskapshjälp, moderskapsunderstöd, fri förlossningsvård, behovsprövade barnbidrag och bidragsförskott. Dessa välfärdsreformer underlättade för ogifta mödrar och deras barn, speciellt bidragsförskottet som togs i bruk år 1938. Med bidragsutskottet behövde inte mödrarna längre  vänta på att barnavårdsmännen skulle driva in underhållet från fäderna, utan staten trädde in och garanterade barnens underhåll.
År 1939 trädde Sveriges första abortlag, lagen (1938:318) om avbrytande av havandeskap, i kraft som medgav vissa lagliga möjligheter till abort. Det var dock svårt att få abort då enbart sociala skäl inte godtogs. De som fick avslag på abort såg sig inte annan möjlighet än att söka till mödrahem. Fri abort infördes inte förrän år 1975.
År 1953 inrättades en särskild adoptionsbyrå inom barnavårdsnämnden. Mödrar fick då bättre möjligheter att diskutera igenom adoptionsbeslutet även innan barnet föddes. Barnet kunde då komma direkt till spädbarnshem efter födelsen.

## Fondhus, kategorihus och provisoriska mödrahem
Mödrar som inte fick skriva sig på mödrahem eller de som inte längre fick bo kvar där, kunde söka sig till ett fondhus eller kategorihus.
Fondhus var uppbygga flerbostadshus med lägenheter var till för ensamstående kvinnor med eller utan barn. Vissa av fondhusen hade daghem dit mödrarna kunde lämna sina barn under dagarna. Fondhusen var delvis omoderna och var oftast placerade i innerstaden. Det som var speciellt med fondhusen var att de finansierades genom donationer.
Kategorihus liknade fondhusen men var enbart till för ensamstående mödrar. Ansökan till kategorihus skedde genom en kontaktman, vars tjänst inrättades av barnavårdsnämnden 1963.
Provisoriska mödrahem inrättades av barnavårdsnämnden för att öka den ökade efterfrågan på mödrahemsplatser. Provisoriska mödrahem var tillfälliga mödrahem och fungerade endast som mödrahem under en kortare tid.

## Asylen för fattiga barnaföderskor
Asylen för fattiga barnaföderskor som inrättades i Stockholm i slutet av 1800-talet kan ses som en föregångare till mödrahemmen. Likt mödrahemmen var asylen huvudsakligen till för fattiga ogifta kvinnor med barn, men de tog även emot väntande mödrar samt även ensamma barn. I Asylen för fattiga barnaföderskor fick de ogifta mödrarna en tids vård och vila tillsammans med sina barn. Asylen var dock endast till för kortare vistelser och kvinnorna på asylen fick vara där i högst 1 månad. Dock vitsades 80 procent av mödrarna där i högst 3 månader. Hälften av asylens kvinnor var under 25 år och drygt 9 procent var över 35 år. Den äldsta var 45 år medan den yngsta var 16 år. Asylen för fattiga barnaföderskor tillkom genom en allmän insamling.

Ur 1775 års reglemente:
”Att de fattige Barnaföderskorna måge få hjelp af förfarne Läkare, och dermedelst undgå för sig och Barnet den wåda, hwaruti deras fattigdom och swårare tillstånd dem kan försätta.” ”att andra qvinfolk af sämre eller bättre omständigheter, som igenom frestelser och swaghet blifwit utom giftermålet häfdade, måge uti barnförlossningshuset finna hjelp och icke twingas lägga Fostret å lönn, eller döda detsamma, hwarigenom twänne lif warda frälste, det ena som Blygden, och det andra som Lagen upoffra skolat.”

## De första mödrahemmen i Sverige
De första mödrahemmen i Sverige startades av föreningar. Det var Barnavårdsmännens förening under 1930-talet som påpekade behovet av bostäder till ensamma mödrar, genom skrivelser till barnavårdsnämnden. De flesta hemmen startade därför på 1940-talet, då fanns det minst ett mödrahem i varje län samt flera i de större städerna. Mödrahemmen ingick då i barnhemsplanen för hela riket och det var landstinget som stod som ägare. Det förekom dock även mödrahem innan 1940-talet som drevs av föreningar och privata stiftelser. Hemmen kallades då först för småbarnshem eftersom de uppstod för att minska spädbarnsdödligheten hos ogifta mödrar.
Svenska fattigvårdsförbundets barnavårdsbyrå var de som startade det första hemmet i Stockholmsområdet. Detta startades år 1903 och låg i Djursholm. Ett andra hem startades år 1911 på Brännkyrkogatan 114 i Stockholm.
Hösten 1910 öppnade Stockholms stad ett mödrahem på Folkungagatan 119. Innan hemmet öppnades hade dock asylen för fattiga barnaföderskor funnits där sedan 1885.
År 1907 och 1920 startade Frälsningsarmén mödrahem i Sverige då det inte fanns något stöd för ogifta mödrar i samhället. Ett i Sundbyberg och ett på Ingemarsgatan 9.
År 1943 grundade Frälsningsarmén ett inackoderingshem i Borås för ensamstående mödrar. Här fick de ensamstående mödrarna hjälp under nyföddhetsperioden samt efter det att de återhämtat sig. Barnen på hemmet togs omhand av utbildad personal på ett daghem på hemmet där barnen fick vara medan mödrarna arbetade. När mödrarna var lediga behövde de själva se efter sitt barn. På mödrahemmet fanns det plats för 37 mödrar med ett barn vardera och varje moder behövde betala 21 kr i veckan för sig och sitt barn för att få stanna. I summan ingick även läkarvård. Hemmet bestod av 20 gäst- och personalrum, två barnkammare samt badrum, kök matsal, dagrum, skötrum och wc. I slutet av 1980-talet övergick mödrahemmet till att vara ett behandlingshem för ogifta mödrar med barn. Ett behandlingsprogram för mödrar med barn utarbetades. Frälsningsarméns mödrahem bytte namn till FAM-huset år 1991

## Stockholms stad mödrahem
Mellan åren 1910 och 1970 föddes ungefär 90.000 barn av ogifta mödrar i Stockholm och drygt 15 000 av dem uppskattas ha föds på svenska mödrahem. Drygt 4,5 - 5 procent av alla dessa mödrar bodde på mödrahem under en kortare eller längre period i anslutning till barnets födelse. Många mödrar kom till storstaden Stockholm från landsorten eller utlandet. Antingen blev de gravida i Stockholm eller så kom de dit för att dölja en i hemorten inträffad graviditet. Dessa mödrar hade svårare att skaffa sig lämplig bostad och andra ordnade förhållanden. Bostadsförmedlingen krävde nämligen en längre tids skrivning i Stockholm för att få komma i fråga för bostad.
Stockholms stad har totalt haft två provisoriska och åtta ordinarie mödrahem. Mödrarna på hemmen fick från början dela rum, de var oftast tre eller fyra per rum. Sedan ändrades det till enkelrum eller max två mödrar per rum.
Personaltätheten på mödrahemmen var låg och bestod oftast av en föreståndarinna och köksbiträde samt tillgång till läkare. En skolkökslärare kunde förekomma på hemskolorna. Senare tillkom biträdande föreståndarinna. Föreståndarinnorna var ofta sjuksköterskor och det var vanligt att de flyttade mellan hemmen. Enligt uppgifter i Stockholms kommunalkalender byttes till och med all personal ganska ofta. Endast kvinnlig personal var tillåten på mödrahem.
Lönerna 1910 på mödrahemmen var 50 kr i månaden. I arbetet ingick naturaförmåner som mat, ved, logi och liknade, vilket motsvarade drygt 25 kr per månad. Lönerna 1950 var ungefär 500 kr per månad medan lönerna 1970 var 2.300 kr per månad.

## Mödrahem i Sverige

### Botildenborg
År 1935 flyttade föreningen för ensamstående mödrar in sin verksamhet till Botildenborg, som då ägdes av kommunen. Föreningen verkade för att ensamstående mammor skulle ha en möjlighet att ta hand om sina barn. De jobbade därför för att hitta arbetsplats till den som hade barnet med sig. Omkring 10 mödrar bodde där och alla som kom dit tilldelades varsin uppgift. År 1962 byggdes huset om till ett barnhem, då kallat spädbarnshem. Spädbarnshemmet var endast till för spädbarn som sköttes om av barnsköterskor. Inga mödrar fick befinna sig där längre. Verksamheten i spädbarnshemmet fortsatte fram till 1971 då den lades ner.

### Svalnäshemmet
Svalnäshemmet startade hösten 1944 och befann sig på adressen Svalnäsvägen 10. Från början var hemmet en hemskoletyp. Därav bestod personalen av en föreståndarinna och skolsköterska. Svalnäshemmet var det sista kvarvarande hemskolehemmet och blev därför inte förrän år 1961 blev ett vårdhem. Platsantalet var först 13 men ändrades sedan till 12. I första hand skulle hemmet ta emot mycket unga mödrar, vilket också skedde. De flesta boende på hemmet var runt 20 år. På Svalnäshemmet förekom även dop och hemmet hade en speciell dopskål av tenn.
1971 överfördes hemmet till landstinget och lades ner år 1975.

### Duvnäshemmet

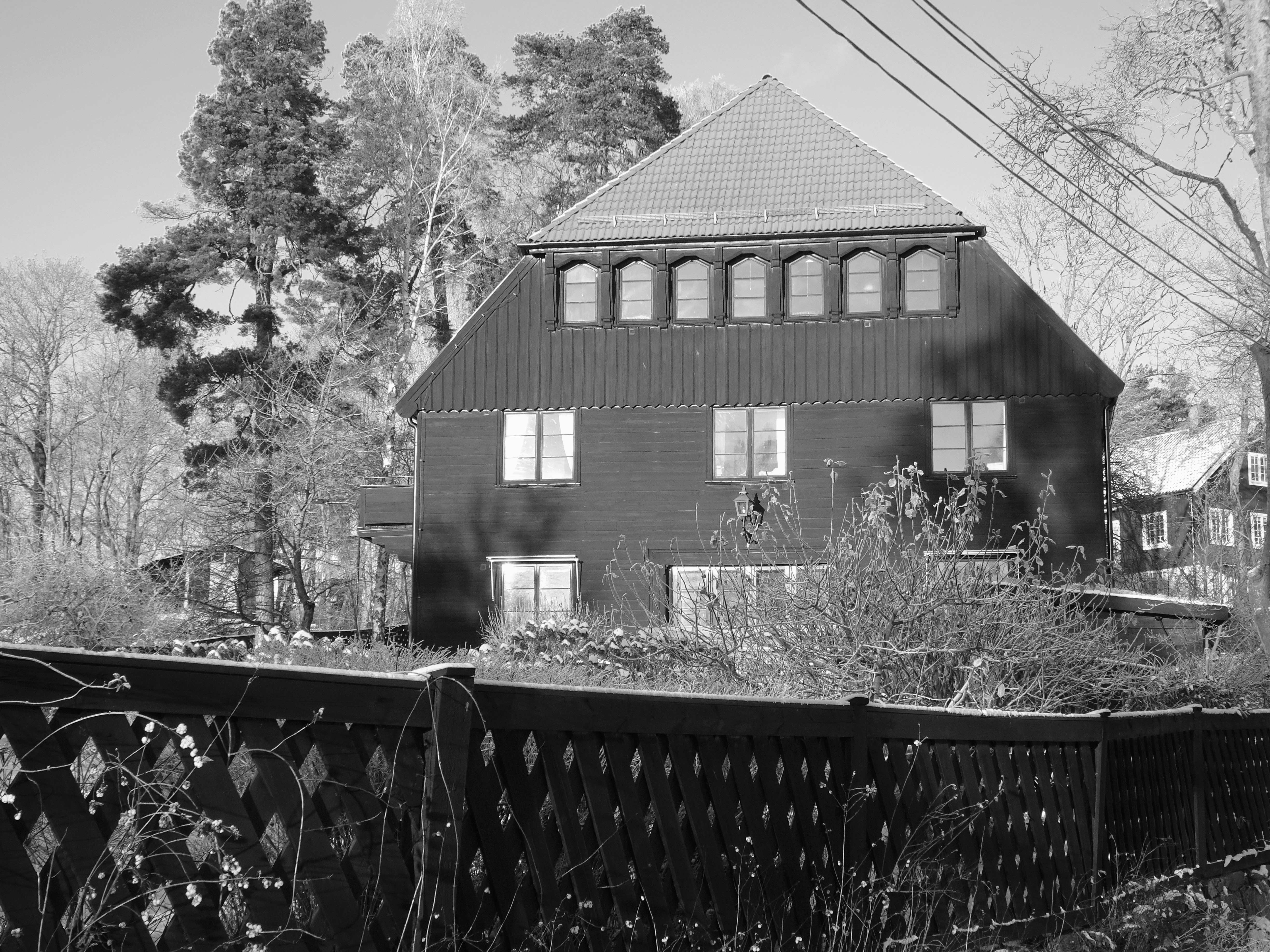
Före detta Duvnäshemmet, ursprungligen Villa Ragnar Thiel.

Duvnäshemmet mödrahem startade år 1947 och låg vid Herrgårdsvägen 7 (idag nr 5) i Saltsjö-Duvnäs. Fastigheten uppfördes ursprungligen 1912 efter ritningar av arkitekt Elis Benckert som privatbostad för bankiren Ragnar Thiel och hustru Bettan. Duvnäshemmet var redan från början av vårdhemstyp med plats för 12 nyblivna mödrar. Först anställdes endast en föreståndarinna. Senare också en biståndarinna och så småningom även en barnsköterska och ett ekonomibiträde.
När hemmet öppnade var det ovanligt modernt inrett jämfört med 1940-talets standard. Mödrarna som kom hit fick arbeta på hemmet för att behålla sin plats. En vanlig dag på Duvnäshemmet kunde se ut så här: Arbete, frukost, barnskötsel, arbete, kaffe, arbete, barnskötsel, arbete, middag, barnskötsel. Rutinerna var väldigt strikta.
År 1971 tog Stockholms läns landsting över verksamheten. Mödrahemmet upphörde några år senare och blev istället ett behandlingshem för spädbarnsfamiljer med sex platser. Den verksamheten lades ner 2002 och huset är åter privatbostad.

## Avskaffandet av mödrahem
Under de sista åren var mödrahem huvudsakligen en form av nödbostad, i avvaktan på bättre förhållanden. Mödrahem avskaffades officiellt 1962 av olika anledningar. Behovet av verksamheten upphörde då möjligheter för ensamstående kvinnor blev bättre. Den allmänna opinionen till ogifta mödrar förändrades. Det var inte längre skamligt att vara ogift mor och därför var det inte heller nödvändigt för ogifta mödrar att "gömma sig". Mödrarna blev äldre och behövde inte den hjälp som tidigare ansett nödvändigt för unga mödrar. Samhällsförändringar som moderna preventivmedel och att ny abortlagstiftning som trädde i kraft minskade antalet oönskade graviditeter.
Den allmänna synen på barn förändrades också på 50/60-talet. Barn fick fler rättigheter och sociala skyddsnät som socialbidrag och barnbidrag infördes, vilket ökade tryggheten.
Att bostadssituationen i Sverige förbättrades var dock förmodligen den viktigaste orsaken till att behovet av mödrahem upphörde. Bostadsbristen upphörde i och med det omfattande bostadsbygget på 1960-talet, det så kallade "miljonprogrammet".